# Mourvèdre
Monastrell ou Mourvèdre é uma uva tinta de origem espanhola, implantada no sul da França há vários séculos. Também conhecida como Mataró em Portugal e Etrangle-Chien.